# Oznaczenia UIC taboru kolejowego
Oznaczenia UIC taboru kolejowego – międzynarodowy system oznaczania taboru kolejowego zgodny z normami UIC. Oznaczenie pojazdu nadane zgodnie z jego wytycznymi składa się z 17 znaków, z których 12 jest cyframi.
Zasady stosowania oznaczeń UIC w Polsce określa Rozporządzenie Ministra Transportu z dnia 31 maja 2006 r. w sprawie rejestru i oznakowania pojazdów kolejowych.
Pierwszymi polskimi pojazdami trakcyjnymi, które oznaczono zgodnie z zasadami międzynarodowymi, były dwa EZT typu 14WE dostarczone Szybkiej Kolei Miejskiej w Warszawie w sierpniu 2007.

## Zasady oznaczania pojazdów trakcyjnych
Oznaczenie pojazdu trakcyjnego wygląda następująco:
| Oznaczenie | 9 | 0 |  | 5 | 1 |  | 0 |  | 0 | 0 | 0 |   | 0 | 0  | 0  | - | 0  |
| ---------- | - | - |  | - | - |  | - |  | - | - | - | - | - | -- | -- | - | -- |
| Cyfra      | 1 | 2 |  | 3 | 4 |  | 5 |  | 6 | 7 | 8 |   | 9 | 10 | 11 |   | 12 |
| Grupa cyfr | 1 | 1 |  | 2 | 2 |  | 3 |  | 4 | 4 | 5 | 5 | 5 | 5  | 5  |   | 6  |

### Grupa 1
Na grupę 1 składają się cyfry 1 i 2.
Cyfry 1 i 2 tworzą razem kod interoperacyjności pojazdów kolejowych, który oznacza:
- od 00 do 49 oraz od 80 do 89 – wagony towarowe,
- od 50 do 79 – wagony osobowe,
- od 90 do 99 – pojazdy trakcyjne i specjalne.

Cyfra 2 oznacza rodzaj pojazdu:
- 0 – różne,
- 1 – lokomotywa elektryczna,
- 2 – lokomotywa spalinowa,
- 3 – elektryczny zespół trakcyjny dużej prędkości (powyżej 250 km/h),
- 4 – elektryczny zespół trakcyjny małej prędkości (poniżej 250 km/h),
- 5 – spalinowy zespół trakcyjny,
- 6 – doczepne pojazdy specjalizowane,
- 7 – elektryczna lokomotywa manewrowa,
- 8 – spalinowa lokomotywa manewrowa,
- 9 – pojazdy utrzymaniowe.

### Grupa 2
Na grupę 2 składają się cyfry 3 i 4. Razem tworzą one identyfikator cyfrowy państwa, w którym dany pojazd jest zarejestrowany. Dla Polski jest to 51. 
Patrz: Lista kodów państw wg klasyfikacji UIC

### Grupa 3
Grupę 3 stanowi cyfra 5. Określa ona rodzaj pojazdu trakcyjnego lub specjalnego:
- 0 – pojazdy trakcyjne różne,
- 1 i 2 – lokomotywa pasażerska, wagon lub zespół trakcyjny do przewozu osób,
- 3 i 4 – lokomotywa towarowa lub zespół trakcyjny do przewozu towarów,
- 5 i 6 – lokomotywa uniwersalna,
- 7 i 8 – lokomotywa manewrowa,
- 9 – pojazd specjalny.

### Grupa 4
Na grupę 4 składają się cyfry 6 i 7.
Cyfra 6 określa ona ważniejsze cechy techniczne i eksploatacyjne – rodzaj zasilania lub przekładni:
- 0 – parowe,
- 1 – elektryczne jednosystemowe,
- 2 – elektryczne dwusystemowe,
- 3 – elektryczne wielosystemowe,
- 4 – dwusystemowe elektryczne i spalinowe,
- 5 – tendry,
- 6 – przekładnia elektryczna,
- 7 – przekładnia mechaniczna,
- 8 – przekładnia hydrokinetyczna,
- 9 – wolny.

Cyfra 7 określa moc pojazdu:
- 0 – pojazd zabytkowy czynny,
- 1 – pojazd o mocy do 0,5 MW,
- 2 – od 0,5 MW do 1 MW,
- 3 – od 1 MW do 1,5 MW,
- 4 – od 1,5 MW do 2 MW,
- 5 – od 2 MW do 3 MW,
- 6 – od 3 MW do 5 MW,
- 7 – powyżej 5 MW.

### Grupa 5
Na grupę 5 składają się cyfry 8, 9, 10 i 11. Razem tworzą one numer pojazdu w danym typie pojazdów.

### Grupa 6
Grupę 6 stanowi cyfra 12 (dwunasta). Jest to cyfra samokontroli obliczana zgodnie z algorytmem Luhna.

## Przykłady oznaczeń
Przykłady oznaczeń UIC bez cyfry samokontroli dla wybranych rodzajów pojazdów:
- elektrowóz: EU07-001 – 91 51 5100 001,
- spalinowóz: SM30-001 – 98 51 1600 001,
- parowóz: Pt47-01 – 90 51 1000 001.

## Galeria

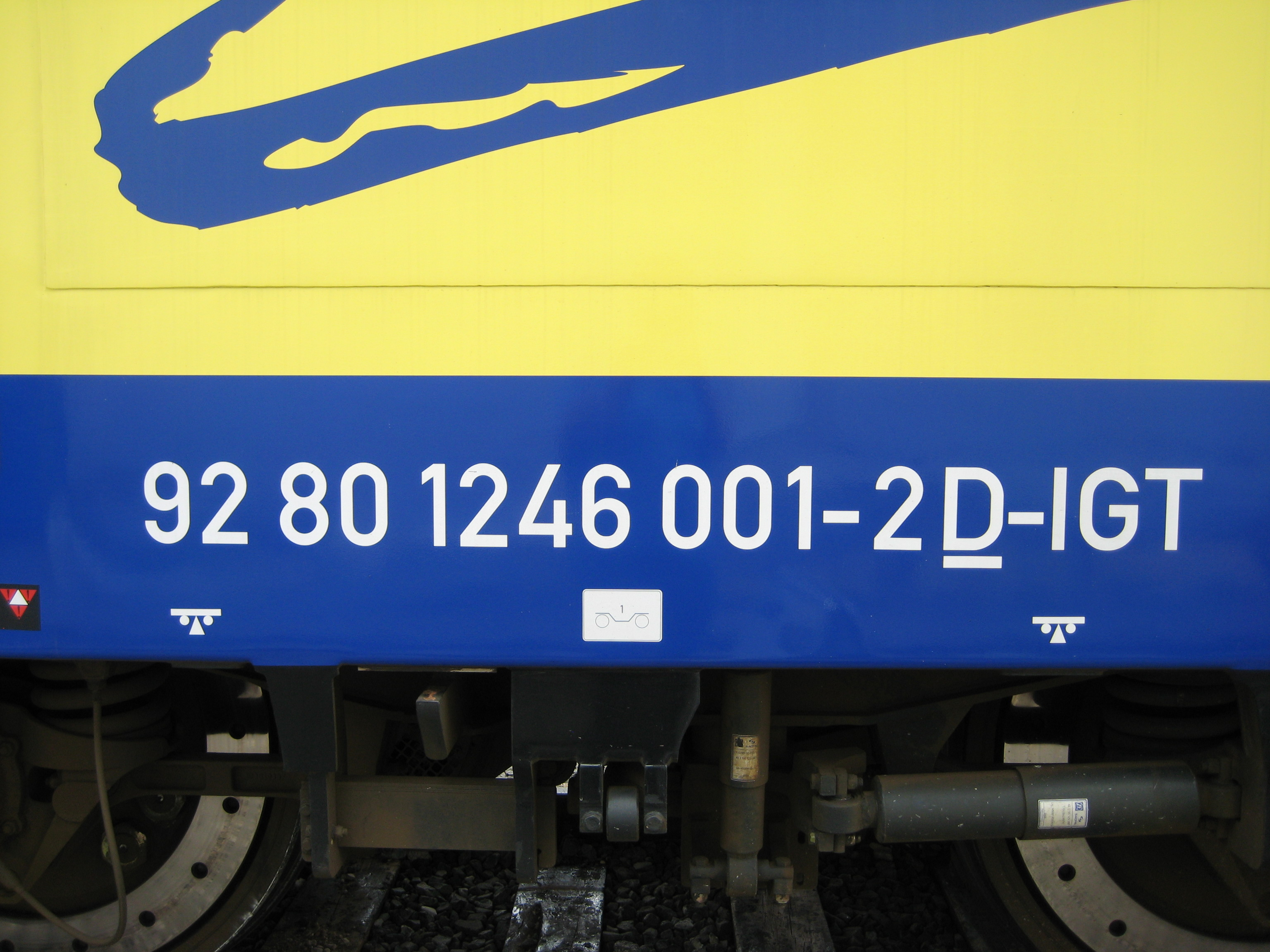
Oznaczenie UIC na niemieckim spalinowozie
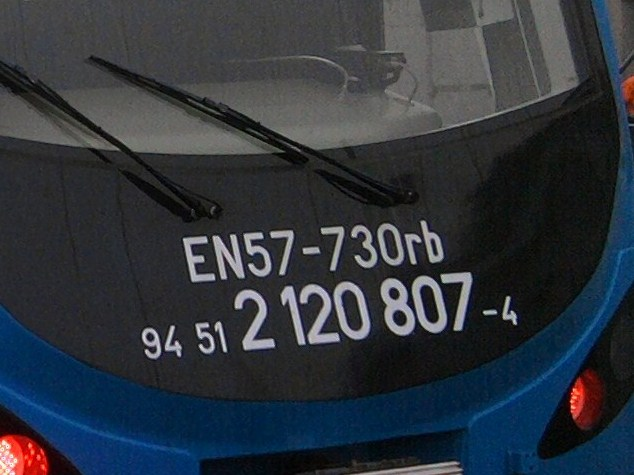
Oznaczenie UIC na polskim EZT
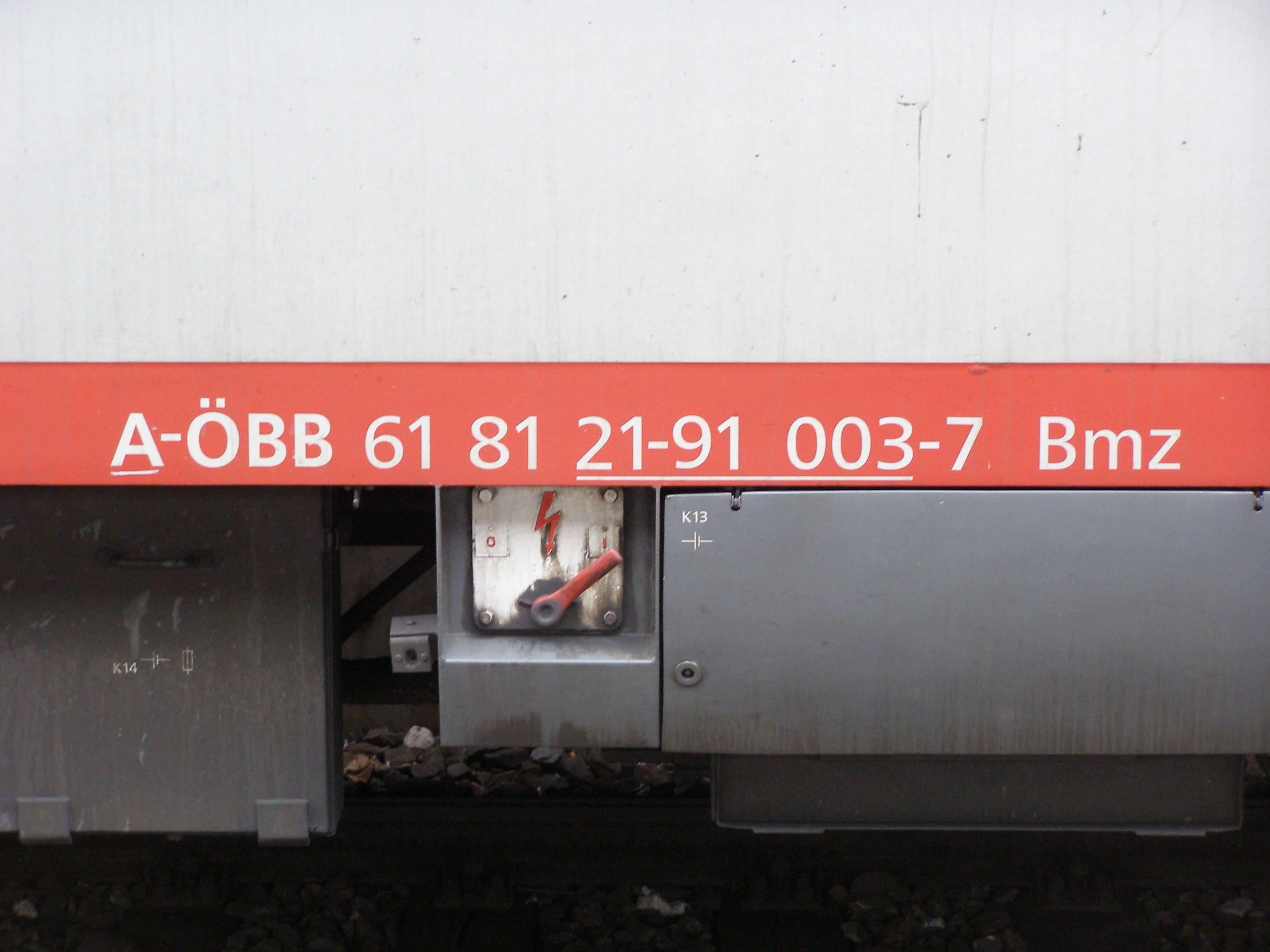
Oznaczenie UIC na austriackim wagonie osobowym
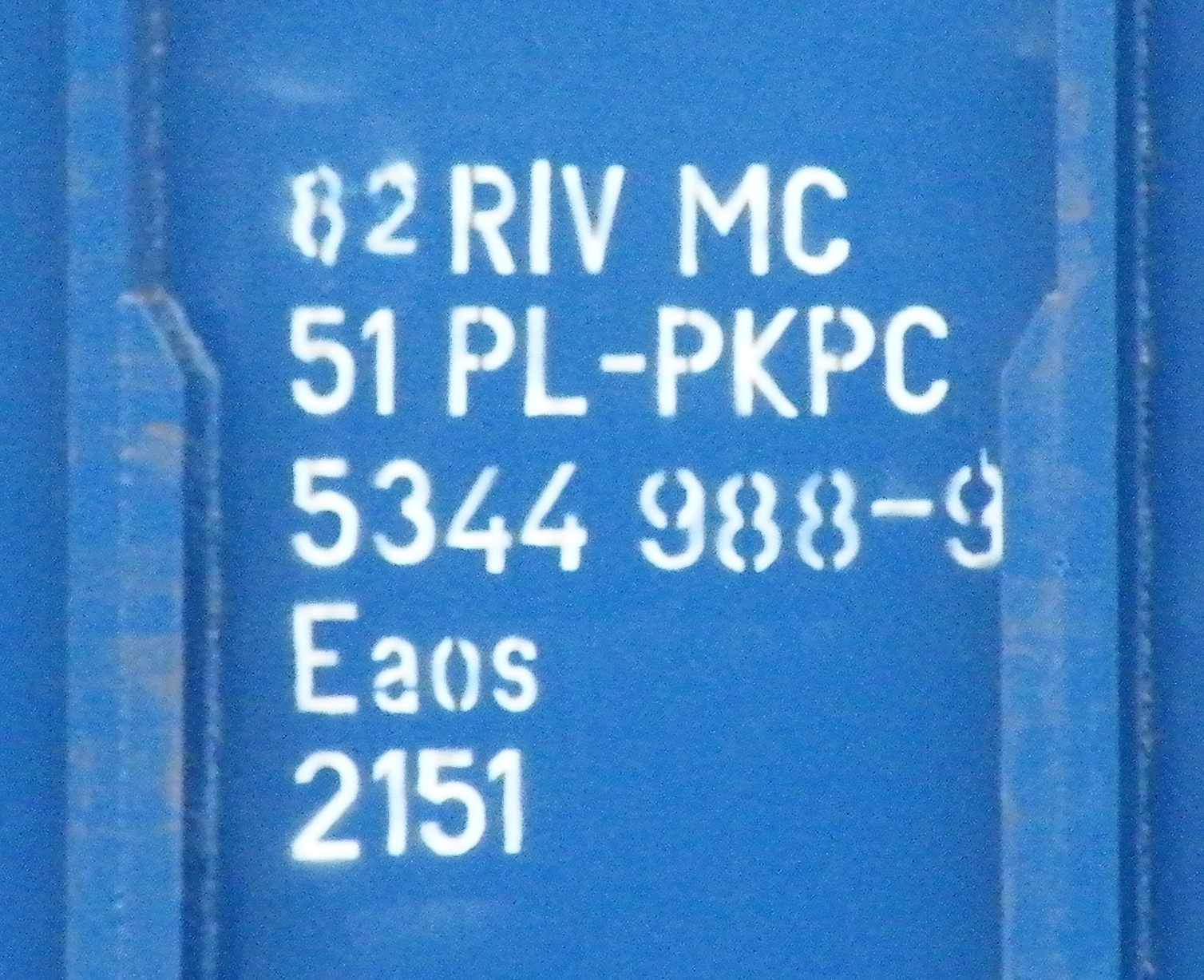
Oznaczenie UIC na polskiej węglarce